# راسيل بيكر (صحفي)
راسيل بيكر (بالإنجليزية: Russell Baker)‏ هو كاتب سير ذاتية وصحفي أمريكي، ولد في 14 أغسطس 1925 في Morrisonville, Virginia ‏ في الولايات المتحدة، وتوفي في 21 يناير 2019 في ليسبورغ في الولايات المتحدة.

## وصلات خارجية
- راسيل بيكر على موقع الموسوعة البريطانية (الإنجليزية)
- راسيل بيكر على موقع إن إن دي بي (الإنجليزية)